# Deletionpedia
Deletionpedia var en webbplats med artiklar som raderats från engelskspråkiga Wikipedia. Webbplatsen bestod av artiklar som tidigare funnits på Wikipedia, och information om raderingen och varför artikeln raderades, samt vilken användare som raderade artikeln.

## Funktion
Webbplatsen är baserad på MediaWiki och samlade 63 424 artiklar, begränsat till dem som raderades från Wikipedia mellan februari och september 2008. Webbplatsen fungerade som ett "wikibårhus" och samlade automatiskt artiklar som raderats från Wikipedia.
Förutom kategorier som bevarats från Wikipedia har Deletionpedia sitt eget kategorisystem för artiklarna, baserat på raderingskriterierna. Artiklarna sorteras efter den månad de raderades från Wikipedia, efter antalet redigerare som redigerat artikeln samt hur länge artikeln fanns på Wikipedia - nästan 2 000 artiklar var över 1 000 dagar gamla innan de raderades.
Deletionpedia förklarar att man försöker undvika raderade sidor som bryter mot upphovsrätt, artiklar med allvarliga förtalsproblem, sidor vars fulla revisionshistorik fortfarande är tillgänglig på Wikipedias systersidor, och artiklar som skapats med syfte att tala illa om andra.
Artiklarna på Deletionpedia har raderats från Wikipedia av olika anledningar, som "inte relevanta" eller (påstådd) "manipulation av politiska och kommersiella intressen." Då webbplatsen bara går att läsa ber man inte om donationer och föreslår att de som stöder webbplatsen i stället donerar till mySociety eller Wikimedia Foundation.
Webbplatsen uppdateras inte längre. Ett meddelande från 5 april 2008 säger:
| ”                           | Sorry about the recent downtime - this was due to high load on the database, so we've improved our database hosting. We're also not uploading new pages for a week or two while we make some other improvements too (although we're still keeping recently deleted pages safe). Full service will resume ASAP. | „ |
| – Deletionpedias huvudsida, | |   |

## Reaktioner
The Wall Street Journal beskriver webbplatsen som ett svar på debatten på Wikipedia mellan deletionister och inklusionister. The Industry Standard kallar den "ett fint forskningsprojekt för sociologistuderande för att studera vad grupptänkande gör när det tillämpas på gemensamt skapat kompendium av kunskap.” Strax därpå uppmärksammades Deletionpedia återigen av Industry Standard som rapporterade om att Wikipedia diskuterade att radera artikeln om Deletionpedia, och antydde att radering av artikeln inte diskuterades baserades på "webbplatsens obetydlighet" utan "på grund av upplevd kritik mot själva Wikipedia"” Deletionpedia omnämndes också i De Telegraaf och The Inquirer.
Webbplatsen har beskrivits djupare av Ars Technica i en artikel som inte bara beskriver webbplatsens aspekt utan också kontroversen om att radera Wikipedias artikel om Deletionpedia.

### Fotnoter
1. ↑  Category:Deletionpedia:Pages by deletion date Arkiverad 26 mars 2016 hämtat från the Wayback Machine., Deletionpedias webbplats
2. ↑  Schneider, K.G. (26 september 2007). ”Wikipedia's Awkward Adolescence”. CIO Magazine (International Data Group). Arkiverad från originalet den 2 januari 2013. https://archive.is/20130102125755/http://www.cio.com/article/print/141650. Läst 27 september 2008.
3. ↑  ”Pages on Wikipedia for 1000 or more days”. Arkiverad från originalet den 14 september 2008. https://web.archive.org/web/20080914111251/http://deletionpedia.dbatley.com/w/index.php?title=Category:Deletionpedia:Pages_on_Wikipedia_for_1000_or_more_days. Läst 19 mars 2012.
4. ↑  Deletionpedia:Archive Arkiverad 26 mars 2016 hämtat från the Wayback Machine., from the Deletionpedia website
5. ↑  . http://www.20min.ch/digital/webpage/story/Friedhof-der-Wikipedia-Artikel-23217219.
6. ↑  Deletionpedia:Donate Arkiverad 2 augusti 2019 hämtat från the Wayback Machine., från Deletionpedias webbplats
7. ↑  Deletionpedia:Archive Arkiverad 15 juni 2012 hämtat från the Wayback Machine., from the Deletionpedia website saved article log
8. ↑  ”Deletionpedia Main Page”. Arkiverad från originalet den 15 september 2019. https://web.archive.org/web/20190915093929/http://deletionpedia.dbatley.com/w/index.php?title=Main_Page. Läst 19 mars 2012.
9. ↑  Wikipedians Leave Cyberspace, Meet in Egypt, av James Gleick.  The Wall Street Journal, 8 augusti 2008
10. ↑  Deletionpedia: Where Wikipedia entries go to die Arkiverad 18 september 2008 hämtat från the Wayback Machine., av Cyndy Aleo-Carreira.  The Industry Standard, postat 17 september 2008.
11. ↑  “A Catch 22 for Wikipedia: Should the Deletionpedia entry be deleted?” Arkiverad 20 september 2008 hämtat från the Wayback Machine. av Cyndy Aleo-Carreira.  The Industry Standard, postat 19 september 2008.
12. ↑  Rustplaats voor afgedankte Wiki-bijdragen (nederländska), artikel från De Telegraaf, september 2008
13. ↑  Deletionpedia: Gelöschte Wikipedia-Artikel zum Nachschlagen (tyska), artikel från The Inquirer, 18 september 2008.
14. ↑  Deletionpedia: where entries too trivial for Wikipedia live on artikel från Ars Technica postad 22 september 2008